# Mycoplasma feliminutum
Mycoplasma feliminutum è una specie di batterio appartenente alla famiglia delle Mycoplasmataceae.